# Quintela de Lampaças
Quintela de Lampaças é uma povoação portuguesa sede da Freguesia de Quintela de Lampaças do Município de Bragança, freguesia com 19,99 km² de área e 184 habitantes (censo de 2021), tendo, por isso, uma densidade populacional de 9,2 hab./km².

## Demografia
Nota: Nos anos de 1911 a 1930 tinha anexada a freguesia de Pombares.  Pelo decreto lei nº 27.424, de 31 de dezembro de 1936, foram desanexadas, passando a constituir freguesias autónomas. Pelo decreto de 3 de dezembro de 1878 a freguesia de Santa Combinha foi anexada a esta freguesia tendo, por decreto de 14 de agosto de 1895, passado a a fazer parte do concelho de Macedo de Cavaleiros
A população registada nos censos foi:
| Distribuição da População por Grupos Etários | Distribuição da População por Grupos Etários | Distribuição da População por Grupos Etários | Distribuição da População por Grupos Etários | Distribuição da População por Grupos Etários |
| -------------------------------------------- | -------------------------------------------- | -------------------------------------------- | -------------------------------------------- | -------------------------------------------- |
| Ano                                          | 0-14 Anos                                    | 15-24 Anos                                   | 25-64 Anos                                   | > 65 Anos                                    |
| 2001                                         | 22                                           | 29                                           | 134                                          | 100                                          |
| 2011                                         | 13                                           | 12                                           | 88                                           | 102                                          |
| 2021                                         | 12                                           | 10                                           | 75                                           | 87                                           |

## Festas e romarias
- Santa Bárbara
- Divino Senhor do Bom Pastor (15 dias após a Páscoa)
- Nossa Senhora do Rosário (dia seguinte ao do Divino Senhor do Bom Pastor)
- Festa de São Lourenço  (segundo domingo do mês de agosto)
- Festa de São Miguel (dia 29 de setembro)